# Nyíregyháza Városi Stadion
A RÉGI Nyíregyházi Városi Stadion Szabolcs-Szatmár-Bereg megye legnagyobb sportpályája, melyet 2022 és 2024 között teljesen újjáépítettek. Az új komplexum 8100 néző befogadására is képes.

## Története
A stadiont 1958-ban adták át. A stadion ekkor egyszerű, ún. földstadionként épült meg. A labdarúgópálya köré felhúzott földtöltésekre épített lelátók már ekkor is elavultnak számítottak, ezért a stadiont a következő 40 évben folyamatosan renoválni kellett. A stadion több alkalommal apróbb bővítéseken esett át, javarészt a környékbeli nagyvállalatok felajánlásai révén, de átfogó rekonstrukcióra nem került sor. A stadion nézőcsúcsa: 28000 fő. A 80-as évek első felében, egy FTC elleni mérkőzésen voltak ennyien.
1995-ben ifjúsági atlétikai Európa-bajnokságot rendeztek a stadionban.
Az Orbán-kormány regnálásának idején indított stadionrekonstrukciós programba bekerült a nyíregyházi stadion is. A stadion nyugati oldalán 3400 fő számára helyet biztosító, FIFA-szabványnak megfelelő teljesen fedett lelátó épült. A stadionban helyet kaptak a Spartacus sportklub helyiségei is.
2012-ben Bajnokok Ligája selejtezőt játszottak a stadionban a DVSC Teva mérkőzött meg a FK Skënderbeu Korcë albán csapattal amelyet a magyar csapat nyert meg 3-0-ra
2014-ben pedig Európa Liga selejtező meccset játszott itt a DVTK és a bolgár Litex Lovecs amin utóbbi csapat győzött 2-1-re
Nyitómeccsek:
Spartacus-Presov (1958. július 27.)
Nyíregyháza-Spartacus - Pécsi MFC (2002. október 5.)

### Válogatott mérkőzések a stadionban
| Dátum                | Kiírás     | Ellenfél      | Eredmény | Nézőszám |
| -------------------- | ---------- | ------------- | -------- | -------- |
| 1979. szeptember 12. | Barátságos | Csehszlovákia | 2-1      | 27 000   |
| 1992. augusztus 26.  | Barátságos | Ukrajna       | 2-1      | 15 000   |
| 1998. május 27.      | Barátságos | Litvánia      | 1-0      | 17 000   |

## Infrastruktúra
A létesítmény jelenleg két részre, egy modern és egy korábbi technikai színvonalat tükröző részre tagolódik. A pálya nyugati felét elfoglaló modern lelátó élesen elkülönül a közvetlen környezetében látható 1950-es évekből származó, ma már nem használt földlelátóktól. A labdarúgópálya körül salakos futópálya található, amely a sportklub atlétikai szakosztályának nyújt lehetőséget a sportolásra. A stadion környezetében találhatóak a Spartacus edzőpályái.

## Fejlesztések
Az NB I-es kizárást követően Nyíregyháza Önkormányzata továbbra is támogatja a Szparit, ezen kívül pályázatokat nyújt be stadionújításra.

## Külső hivatkozások
Képek a stadionról a magyarfutball.hu-n